# Dorsal de l'Explorador
La dorsal de l'Explorador, en anglès Explorer Ridge és una dorsal oceànica, una frontera divergent de plaques tectòniques situada a 241 km a l'oest de l'Illa de Vancouver, Colúmbia Britànica (Canadà). És a l'extrem nord de l'eix de l'oceà Pacífic. Al seu cantó est hi ha la placa de l'Explorador, la qual juntament amb la placa de Juan de Fuca i la placa de Gorda al seu costat sud, és el queda de l'antigament vasta placa de Farallon, la qual ha estat subduïda en la seva major part sota la placa nord-americana. La dorsal de l'Explorador està constituïda per un segment major, tota la part sud de la dorsal, i diversos segments més petits. S'estén cap al nord des de la triple cruïlla de la Reina Charlotte, punt on s'ajunten la falla de Nootka, la falla de Sovanco i la dorsal de Juan de Fuca.